# Boris Miletić
Boris Miletić, född den 2 september 1975 i Pula, är en kroatisk politiker. Sedan 2014 är han partiledare för Istriska demokratiska församlingen.

## Biografi

### Politisk karriär
1999 examinerades Miletić från Ekonomi- och turistfakulteten i Pula. 2008-2011 var parlamentsledamot i det kroatiska parlamentet. I juni 2006 tillträdde han ämbetet som Pulas borgmästare och 2014 efterträdde han Ivan Jakovčić som partiledare för Istriska demokratiska församlingen.

### Privatliv och bakgrund
Miletić är gift och har en son. Han bor i Pula och talar förutom kroatiska även engelska, tyska och italienska.

### Fotnoter
1. 1 2  Ids-ddi.com - IDS/DDI:s officiella webbplats (kroatiska)
2. ↑  Sabor.hr Arkiverad 4 maj 2017 hämtat från the Wayback Machine. - Kroatiska parlamentets officiella webbplats (kroatiska)